# Saurita pontia
Saurita pontia är en fjärilsart som beskrevs av Druce 1894. Saurita pontia ingår i släktet Saurita och familjen björnspinnare. Inga underarter finns listade.